# ねば〜る君
ねば〜る君（ねばーるくん）は、茨城県名産の納豆をモチーフにした茨城県非公認のマスコットキャラクター（ゆるキャラ）である。
オフィス710所属。
2013年12月、活動開始。
イベントやインターネットテレビには、サポート役の「納豆お兄さん」と共に出演することが多い。

## 概要

### 設定
世界中の人々に納豆を好きになってもらうためにこの世に誕生した「納豆の妖精」。父は大豆、母は納豆菌。7月10日生まれの男の子。身長710m、体重710g。710歳の赤ちゃん。動物やほかのゆるキャラと異なり、常に身長は710m、常に体重は710gであり、日が刻々と過ぎても年齢は永久に710歳という設定になっている。本物の納豆よりやや色黒（焦げ茶色）。
藁出身で、現在は白い発泡スチロール製の家（住所：茨城県納豆町冷蔵庫710号室）に住んでいる。
好きな人はお米ちゃん、なまたまごちゃん、親友ねぎしくん。好きな歌はBABYMETALの『ギミチョコ！！』、MIE（ピンク・レディー）の『NEVER』、織田裕二の『Love Somebody』（どれも歌詞に「ネバネバネバ（never never never）」が入っているから）。好きな映画は『ネバーエンディング・ストーリー』。
粘り強く努力家である反面、落ち込みやすい性格であり、引きこもりだった過去もある。納豆で世界の平和を願っている。
ライバルは夏。

### 特徴
- 自由に喋る（テンポは遅め）。
- 嬉しいと伸び、悲しいと泣く。「納豆大好き！」の声で即座にハイテンションになり、全身で喜びを表現する。
- 基本的に語尾は「ネバ〜」。納豆に関する単語を多用する。
- 表情が豊か。瞳を変化させることで感情表現が可能。
- 舌が伸びる。これを使い、「納豆占い」を行う。
- 頬の渦は納豆を掻き回した時のからしをイメージしている[4]。
- 口から「納豆うなぎ」という物体を出す。
- 口から飲食できる。ただし、自身の手が口元に届かないため、他人のサポートが必要。
- イベント会場などでは主にオープンカー（台車）に乗って移動する。
- キャラクターの特性から度々ふなっしーのパクリ疑惑をかけられる。ふなっしーについては「尊敬している」と公言しているものの[5][3]、あくまでも独自のキャラクターであることを各所で強く主張している[7]。第66回NHK紅白歌合戦で初共演。
- 目標とするキャラクターにコスモ星丸[5][8][9]を挙げている。
- 腰藁（腹巻き）の中から、ねば〜る君の欠片から生まれた「小粒ちゃん」というキャラクターが登場する（2015年1月頃より）。
- 暑い季節の必須アイテムは納豆ジュース（麦茶）とナツヲノリコエール（保冷剤）。

## 来歴
- 710年前の7月10日（納豆の日）に誕生。永遠の710歳。
- 2013年（平成25年）
  - 12月、納豆と茨城のPR活動を始める[10]。
- 2014年（平成26年）
  - 1月10日、茨城県が運営しているインターネットテレビ「いばキラTV」で配信されていた番組『ibadas（イバダス）〜四コマで学べる用語辞典』に登場。
  - 1月、公式サイト『ねば〜る君』開設。
  - 2月4日、Twitter開始。
  - 2月、茨城県の公認を得るため茨城県庁を訪れたが、拒否される[11]。
  - 3月13日、Facebook開始。
  - 4月17日、いばキラTVで冠番組『ねば〜る君が行く！』スタート。
  - 5月、『ねば〜る君の歌[12]』公開。
  - 9月21日放送の日本テレビ『行列のできる法律相談所』にスタジオゲストとして出演。これを機に一気に知名度が高まる。
  - 9月下旬から10日間、アメリカへ納豆の宣伝活動に行く[13]。
  - 12月16日、ドワンゴジェイピーにてボイス配信開始。同日のドワンゴジェイピー着ボイスデイリーランキングで上位を独占する[14]。
- 2015年（平成27年）
  - 1月4日、ニコニコ本社内のニコぶくろスタジオから初の公開生配信を行う。その後、最初で最後の壁ドンイベント開催[15]。
  - 1月26日、フォトブック『納豆の妖精 ねば〜る君のネバネバ日記』発売[16]。翌1月27日、福家書店新宿サブナード店にてサイン会を開く[17]。
  - 2月4日、日本コロムビアより歌手デビュー。PaniCrewとのコラボレーションで『なっとう体操』と『ねばダブステップ』を配信限定リリースし[18]、浅草神社で女性演歌歌手の杜このみと合同ヒット祈願を行う。
  - 3月、亀印製菓から「ねば〜る君納豆せんべい」と「ねば〜る君納豆あめ」が発売される。
  - 5月、LINEスタンプ販売開始。
  - 12月、茨城県主催の平成27年度いばらきイメージアップ大賞の「ウラ大賞」に選ばれる[19]。
- 2016年（平成28年）
  - 2月、「ベストフンドシストアワード2015」特別賞を受賞[20]。
- 2017年（平成29年）
  - 3月、行方市に『ねばねばTV』の使用を許諾[21]
- 2019年（平成31年）
  - 3月31日、茨城県より正式に「いばらきの魅力発信隊」PRキャラクターとして依頼される。ただし【茨城県非公認】は継続のまま[22]。

### エピソード
- 杜このみの師匠である細川たかしに弟子入りを断られてしまい、急遽「ねばり節〜」と歌っていた杜に弟子入りした[23][24]。2015年6月12日に行われた杜の初リサイタルにも応援に駆けつけている[25]。

## 主な活動

### 代表的な活動
- 守谷チャリティー映画フェスティバル
- 水戸市納豆購入額日本一記念イベント
- 第13回水戸納豆早食い世界大会
- 納豆クイーン表彰式
- 茨城をたべよう収穫祭
- コモンニジェールに支援映像
- コモンニジェール主催チャリティー
- 北関ゆるキャラ＆グルメまつり（ケーズデンキスタジアム水戸）
- ゆるクリ2014（岐阜市柳ケ瀬商店街）
- 守谷成人式
- 守谷市長悩み相談
- 茨城空港ハルビン便歓迎会
- いばらきイメージアップ大賞
- ゆるキャラ水戸ちゃん誕生日会
- JR上野東京ライン開通式
- 江戸川学園取手小学校訪問
- 認定こども園みつかいどう訪問
- いばらき安心安全アンバサダー

## メディア出演

### レギュラー番組
インターネットテレビ
- ねば〜る君が行く！（2014年4月17日 - いばキラTV）
  - 番組開始時から2014年9月までは毎週更新、2014年10月からは隔週更新
- ねばねばTV（2015年12月1日 - YouTube）　2019年5月の段階でチャンネル登録者数20万人突破！
  - 行方市のエリア放送なめがたエリアテレビでも2017年4月1日から放送開始[27]

### ラジオ
- タウン守谷 ねば〜る君の『人生ねば〜ギブアップ』（2014年10月20日 - 2015年9月21日、第3月曜日16:00 - 16:30 ラヂオつくば）

### テレビ
- 朝ズバッ!（2014年3月13日、TBS）
- ○○万円あったら××できるでしょ?（2014年4月13日、テレ朝チャンネル1）
- 情報7days ニュースキャスター（2014年5月3日・31日、TBS）
- 噂の!東京マガジン（2014年6月29日、TBS）
- 2014 FIFAワールドカップ デイリーハイライト「さんま・手越のスゴイ人が選ぶスゴイ人」（2014年7月9日、日本テレビ）
- 緊急検証!シリーズ第8弾「オカルトリカルワールド茨城〜北関東超ふしぎ発見！〜」（2014年7月12日、ファミリー劇場）
- 情報満載ライブショー モーニングバード!（2014年7月14日、テレビ朝日）
- TMSアニメ50年のDNA（2014年8月3日、アニマックス）
- 朝生ワイド す・またん!（2014年8月8日、読売テレビ）
- あさチャン!（2014年8月5日、TBS）
- ヒルナンデス!（日本テレビ）
  - 夏休み特別企画「ゆるキャラがプレゼンター！全国ご当地グルメグランプリ！」（2014年8月11日）
  - ヨルナンデス! 極上グルメを日本中でギリギリ食べまくりSP（2015年7月15日）
  - 有名人行きつけ！グルメツアー（2015年7月23日）[28]
  - ゲスト出演（2015年8月6日）
- 行列のできる法律相談所（2014年9月14日・21日・10月26日・2015年3月1日・2017年7月2日、日本テレビ）
  - 行列のできる法律相談所 傑作選（2015年4月19日、日本テレビ）
- グッド!モーニング（2014年10月8日、テレビ朝日）
- 月曜から夜ふかし（2014年10月13日、日本テレビ）
- 土曜特番 〜本命・対抗・大穴〜芸能界三つ巴バトル 2時間SP（2014年10月18日、日本テレビ）
- おはスタ（2014年11月10日・2015年2月23日、テレビ東京）
- ベストヒット歌謡祭2014（2014年11月20日、読売テレビ）
- 不思議探求バラエティー ザ・世界ワンダーX 人生の大逆転SP（2014年11月30日、TBS）
- サンバリュ（日本テレビ）
  - 気になるアレがひと目でわかるTV 図ニシテミタイ（2014年12月7日）
  - その道のプロも驚く新雑学 イチマイウワテ（2015年7月12日）
- 乱!総選挙2014（2014年12月14日、TBS）
- ZIP!（2014年12月23日、日本テレビ）
- さんま&SMAP!美女と野獣のクリスマススペシャル2014（2014年12月23日、日本テレビ）
- うわっ!ダマされた大賞2014年末4時間SP（2014年12月28日、日本テレビ）
- ミヤネのナンバーワン（2014年12月31日、関西テレビ）
- 村上マヨネーズのツッコませて頂きます!（2015年1月4日、関西テレビ）
- ノンストップ!（2015年1月7日、12月28日、フジテレビ）
- ダウンタウンDX（2015年1月8日、日本テレビ）
- 人生が変わる1分間の深イイ話（2015年1月26日、日本テレビ）
- それゆけ!ゲームパンサー!（2015年1月30日、日本テレビ）
- ペケポン（2015年1月30日・2月6日・27日・3月6日・13日、フジテレビ）
- シューイチ（2015年2月1日・8日・4月12日、日本テレビ）
- news every.（2015年2月4日・5日、日本テレビ）
- めざましテレビ（2015年2月5日・6日・5月7日、2016年9月6日、フジテレビ）
- スッキリ!!（2015年2月6日・5月22日、日本テレビ）
- ワイドナB面（2015年2月8日、フジテレビ）
- PON!（2015年2月13日・6月9日、日本テレビ）
- ポシュレモダンモール〜人気芸能人イチオシスペシャル!!（2015年2月14日・16日、日本テレビ）
- 所さんの目がテン!（2015年2月22日、日本テレビ）
- 知っとこ!（2015年2月28日、毎日放送）
- 行列のできる芸能人通販王決定戦（2015年3月1日、日本テレビ）
- 駆け込みドクター!運命を変える健康診断（2015年3月1日、TBS）
- みうらじゅん&安斎肇のゆるキャラに負けない!（2015年3月22日、TOKYO MX）
- ザ!世界仰天ニュース（2015年3月25日・11月25日、日本テレビ）
- Kawaii International（2015年3月29日、NHKワールドTV）
- みんなのニュース（2015年3月30日、フジテレビ）
- ミュージックステーション（2015年4月3日、テレビ朝日）
- 坂上忍のホントにすごい雑学2（2015年4月5日、フジテレビ）
- 茨城ニュース いば6（2015年4月6日、2016年12月21日、NHK水戸）
- 私の何がイケないの? 芸能人が思い出の品を売って人生の再出発！2時間SP（2015年4月6日、TBS）
- 謎解きバトルTORE2時間SP（2015年4月8日、日本テレビ）
- トリックハンター（2015年4月15日、2016年2月10日、日本テレビ）
- 1億人の大質問!?笑ってコラえて!2時間スペシャル（2015年4月15日、日本テレビ）
- 林先生が驚く初耳学!（2015年4月19日、TBS）
- ぐるぐるナインティナイン（2015年4月30日・5月28日・7月16日、日本テレビ）
- はやドキ!（2015年5月7日、TBS）
- ゼロイチ!（2015年5月8日、日本テレビ）
- 世にも不思議なランキング なんで?なんで?なんで?（2015年5月18日・6月1日、TBS）
- 世界がビビる夜〜UFO・UMA・ツチノコを追え！〜（2015年6月3日、TBS）
- 笑神様は突然に…（2015年6月5日・9月4日、日本テレビ）
- 大人も知らない大人の事情（2015年6月8日、テレビ東京）
- バイキング（2015年7月1日、フジテレビ）
- THE MUSIC DAY（2015年7月4日、日本テレビ）
- 水曜歌謡祭2時間SP（2015年7月8日、フジテレビ）
- THEカラオケ★バトル（2015年7月22日、テレビ東京）
- PS純金（2015年7月24日、中京テレビ）
- 真相報道 バンキシャ!（2015年7月26日、日本テレビ）
- CAR☆Xs（2015年8月2日、TOKYO MX）
- 夏サカス 食の祭典スペシャル（2015年8月9日、TBS）
- グッときた名場面77（2015年8月25日、日本テレビ）
- ドランクドラゴンのバカ売れ研究所!（2015年～現在も放送中！　BS12 トゥエルビ）
- てくてく歩いてチャリンチャリン 1歩1円（2015年10月26日 - 11月23日、テレビ東京）※ナレーション
- LET'S天才てれびくん（2015年10月27日、NHK Eテレ）
- 客のいない店!?気になるお店をのぞき見SP（2015年12月6日、テレビ東京）
- ワラッチャオ!（2015年12月27日、NHK BSプレミアム）
- 超特急のふじびじスクール（2015年12月29日、フジテレビ）
- 第66回NHK紅白歌合戦（2015年12月31日、NHK総合）
- 明日へつなげるライブ（2016年2月11日、NHK総合）
- ネプリーグ（2016年2月16日、フジテレビ）
- 七人のコント侍（2016年5月6日、NHK BSプレミアム）
- スクール革命（2016年5月22日、日本テレビ）
- VS嵐（2016年11月24日、フジテレビ）
- ニノさん（2016年12月、日本テレビ）
- 笑点お正月だよ!大喜利まつり 歌丸も出るよSP（2017年1月1日、日本テレビ）
- 磯山さやかの旬刊!いばらき（2017年3月10日、6月23日、テレビ朝日）
- おつかれさん食堂（2017年3月25日、仙台放送）
- 内村てらす（2017年4月20日、28日、日本テレビ）
- きんだーてれび（2017年5月21日、テレビ東京）
- サタデープラス（2017年5月27日、毎日放送）
- ランク王国（2017年7月9日（8日深夜）、TBS）
- わらたまドッカ〜ン（2017年11月13日、NHK Eテレ）
- イケダンＭＡＸ（2019年5月23日、30日、TOKYOMX）
- 沼にハマって聞いてみた（2019年6月4日、NHK Eテレ）
- サンバリュ「揃いも揃って言ってみたコト」（2019年6月9日、日本テレビ）

### インターネットテレビ・ライブ配信
- ibadas（イバダス）〜四コマで学べる用語辞典（2014年1月10日・2月5日・2月19日・2月26日・3月12日、いばキラTV）
- 鈴華ゆう子のただいまIBARAKI!（2014年11月10日、いばキラTV）
- 生のアイドルが好き 第20回（2014年11月22日、ニコニコ生放送）
- ねば〜る君の開運！壁ドンねば詣 in ニコニコ本社（2015年1月4日、ニコニコ生放送） ※14:00 - 14:30と16:30 - 17:00の2回。

### 雑誌・書籍
- 茨城のおきて イバラキを楽しむための50のおきて（2014年2月25日、泰文堂）
- TV Bros.（2014年5月7日、東京ニュース通信社）
- 女性自身（2014年6月24日・2015年2月24日、光文社）
- smart（2014年12月24日、宝島社）
- テレビマガジン 2015年5月号（2015年4月1日、講談社）
- 週刊少年チャンピオン 2015年No.19（2015年4月9日、秋田書店）
- Popteen 2015年7月号（2015年6月1日、角川春樹事務所）
- 小学二年生 2015年7月号・2015年8月号（2015年6月1日・7月1日、小学館）
- CanCam 2015年8月号（2015年6月23日、小学館）

### 新聞
- 産経新聞 茨城版（2015年1月12日）
- 朝日新聞 茨城版（2015年1月21日）
- 朝日マリオン・コム（2019年5月）
- 茨城新聞
  - 納豆購入額 水戸市、7年ぶり1位 2014年3月15日（Internet Archiveのアーカイブ：2014年12月15日収集）
  - 守谷市 ねば〜る君登場 2015年1月12日（同上：2015年1月23日収集）
  - ねば〜る君らハルビン便歓迎　茨城空港に第1便 2015年2月22日（同上：2015年2月11日収集）

### Webメディア
※個別取材に応じているもの。
- ロケットニュース24（2014年3月14日）
- 女性自身（2014年06月26日）
- ネットいばらき[リンク切れ]（2014年7月29日）
- MAG! 学生を応援するフリーマガジン（2014年10月9日）
- 話題の動画（2014年10月18日）
- Tribunnews.com #1 #2 #3 #4（2014年10月19日・20日） - インドネシアの新聞

### CM・広告
- イッティ「アスミール」（2018年） - 小倉優子と共演
- 日本マクドナルド（2019年）

## 楽曲
- なっとう体操 / ねばダブステップ（2015年2月4日、日本コロムビア） - 配信限定。うた：ねば〜る君＆PaniCrew、作詞・作曲・編曲：井手コウジ、規格品番COKM-32921

## 書籍
- 納豆の妖精 ねば〜る君のネバネバ日記（2015年1月26日、ワニブックス）

## 関連グッズ
オリジナルグッズ
- Tシャツ
- 缶バッジ
- ボールペン
- びよーんマスコット
- ハンドタオル
- ロングタオル
- 巾着
- ペンケース
- ブラリンポーチ　　等々多数

※2014年9月21日放送の『行列のできる法律相談所』で紹介していた巾着は、ねば〜る君の手製であり、非売品。
公式コラボ商品
- 撥水風呂敷（一般社団法人コモン・ニジェール）
- 納豆せんべい（亀印製菓）
- 納豆あめ（亀印製菓）
- 納豆味スナック（亀印製菓）
- 飲むヨーグルト（ミルク工房もりや）

プライズ
- マスコット
- がま口ポーチ
- ロングぬいぐるみ
- ビッグフェイスクッション

その他
- キーホルダー（根付）
- 入浴剤
- ペーパーエアフレッシュナー
- シャープペンシル
- ぬいぐるみ・マスコット